# Inre Bergvattensjön
Inre Bergvattensjön är en sjö i Lycksele kommun i Lappland och ingår i Umeälvens huvudavrinningsområde. Sjön har en area på 0,284 kvadratkilometer och ligger 307,1 meter över havet. Sjön avvattnas av vattendraget Orrträskbäcken.

## Delavrinningsområde
Inre Bergvattensjön ingår i det delavrinningsområde (721667-161338) som SMHI kallar för Mynnar i Bjurbäcken. Medelhöjden är 337 meter över havet och ytan är 9,96 kvadratkilometer. Räknas de 2 avrinningsområdena uppströms in blir den ackumulerade arean 26,2 kvadratkilometer. Orrträskbäcken som avvattnar avrinningsområdet har biflödesordning 4, vilket innebär att vattnet flödar genom totalt 4 vattendrag innan det når havet efter 225 kilometer. Avrinningsområdet består mestadels av skog (90 procent). Avrinningsområdet har 0,29 kvadratkilometer vattenytor vilket ger det en sjöprocent på 2,9 procent.